# Matthew Leutwyler
Matthew Steven Leutwyler (ur. 23 lipca 1969 w San Francisco, w stanie Kalifornia) – amerykański reżyser, okazjonalnie scenarzysta i producent filmowy.
Studiował w San Francisco Art Institute (SFAI). W 1999 zadebiutował jako reżyser i scenarzysta czarnej komedii Śmierć w obiektywie (Road Kill) z udziałem Jennifer Rubin, Erika Palladino, Anthonye’ego Johna Denisona, Jeffreya Deana Morgana i Jona Polito. Film zdobył nagrodę Audience Award dla najlepszego filmu podczas Santa Barbara International Film Festival (SBIFF) i na New Haven Film Fest za najlepszą fabułę narracyjną. 
Jego komedia muzyczna grozy Hotel umarlaków (Dead & Breakfast, 2004), gdzie wystąpili m.in. Jeremy Sisto, Jeffrey Dean Morgan i David Carradine, zdobyła pozytywne recenzje krytyki, pięć prestiżowych nagród (na Shriekfest w Los Angeles, Rhode Island International Horror Film Festival w Providence, San Francisco Horrorfest i Weekend of Fear w Norymberdze) oraz nominację do nagrody Saturna jako najlepsza realizacja DVD.
Od 2002 współprodukował filmy dla wytwórni Ambush Entertainment. Prócz Hotelu umarlaków, Ambush wyprodukowało nominowany do Oscara film Walka żywiołów (The Squid and the Whale, 2005), z Jeffem Danielsem i Laurą Linney obsadzonych w rolach głównych.

## Filmografia
| Rok  | Tytuł                                                 | Reżyser | Scenarzysta | Producent            | Edytor |
| ---- | ----------------------------------------------------- | ------- | ----------- | -------------------- | ------ |
| 1999 | Śmierć w obiektywie (Road Kill)                       | T       | T           |                      |        |
| 2000 | This Space Between Us                                 | T       | T           |                      |        |
| 2001 | Undressed: Randka w łóżku (serial telewizyjny)        | T       |             |                      |        |
| 2004 | Hotel umarlaków (Dead & Breakfast)                    | T       | T           |                      |        |
| 2008 | Niespełnione pragnienia (Lower Learning )             |         |             | T                    |        |
| 2008 | Cudowny świat (Wonderful World)                       |         |             | T                    |        |
| 2009 | Pod prąd (Against The Current)                        |         |             | producent wykonawczy |        |
| 2010 | Rzeka pytań (The River Why)                           | T       |             |                      | T      |
| 2010 | Dzień jak co dzień (Every Day)                        |         |             | T                    |        |
| 2011 | Answers to Nothing                                    | T       | T           |                      | T      |
| 2011 | Super                                                 |         |             | producent wykonawczy |        |
| 2012 | Hellbenders: Niech nas piekło pochłonie (Hellbenders) |         |             | producent wykonawczy |        |
| 2013 | Imogene (Girl Most Likely)                            |         |             | producent wykonawczy |        |
| 2013 | Spinning Plates (dokumentalny)                        |         |             | T                    |        |
| 2014 | The Bitch Posse                                       |         |             | T                    |        |
| 2015 | Uncanny                                               | T       |             |                      | T      |